# Kołodenka (obwód winnicki)
Kołodenka (ukr. Колоденка) – wieś na Ukrainie, w obwodzie winnickim, w rejonie tulczyńskim, w hromadzie Wapniarka. W 2001 liczyła 638 mieszkańców, spośród których 602 wskazało jako ojczysty język ukraiński, 17 rosyjski, 10 mołdawski, 1 bułgarski, 2 białoruski, 5 romski, a 1 inny